# Ngữ hệ Tyrseni
Đây là một ngữ hệ nhỏ, được phân loại bởi Helmut Rix vào năm 1998. Đây là một ngữ hệ dùng ở vùng Trung Đông, gần với nhóm Anatolian, thuộc ngữ hệ Ấn Âu. Đây cũng là nhóm ngôn ngữ được đề nghị sáp nhập với ngữ hệ Aegean, bao gồm nhóm Minoan, nhóm Eteocypriot,...